# Saezuru Tori wa Habatakanai
Saezuru Tori wa Habatakanai (en japonès: 囀る鳥は羽ばたかない, internacionalment conegut amb el títol en anglès Twittering Birds Never Fly) és una sèrie de manga japonesa escrita i il·lustrada per Kou Yoneda. Es tracta d'una seqüela dels one-shots anteriors de Yoneda Don't Stay Gold (2008) i Though They Drift, They Do Not Sink, But Nor Do They Sing (2009). Des del 2011 s'ha publicat en sèrie a la revista de manga Boys' Love (BL) ihr HertZ, abans coneguda com HertZ. El 2020 el manga va ser adaptat a una trilogia de pel·lícules d'anime produïda per Blue Lynx i animada per l'estudi Grizzly. També va inspirar una adaptació en Original Video Animation (OAD) de Don't Stay Gold i un drama en àudio produït per Frontier Works.

## Sinopsi
El protagonista de la sèrie és Yashiro, un jove cap d'alt rang de la yakuza i president d'una corporació de façada utilitzada per la yakuza. Un dia se li assigna un nou guardaespatlles, Chikara Doumeki, que descobreix que el seu patró és un masoquista hipersexual. Yashiro desenvolupa una atracció per Doumeki, que rebutja tota relació amb ell. Yashiro descobreix més tard que, de fet, Doumeki és impotent. Els dos s'enamoren lentament, però han de lluitar contra el seu propi trauma i el món hipermasculí de la yakuza si pretenen estar junts.

## Personatges
Yashiro (矢代)
Veu: Tarusuke Shingaki (audio drama, film)  (japonès)
És un cap de la yakuza d'alt rang. Exteriorment és molt sever i exigent però secretament és un sadomasoquista que en la seva infància va ser abusat sexualment pel seu padrastre. Té dificultats per mantenir relacions personals estretes amb els altres.
Chikara Doumeki (百目鬼 力, Dōmeki Chikara)
Veu: Wataru Hatano (audio drama, film)  (japonès)
És el guardaespatlles personal de Yashiro. Antigament agent de policia, es va veure obligat a marxar després d'ingressar a la presó. Es va convertir en el guardaespatlles de Yashiro per guanyar més diners. És guapo i estoic, però pateix impotència sexual.
Kanji Kageyama (影山 莞爾, Kageyama Kanji)
Veu: Hiroki Yasumoto (audio drama, film)  (japonès)
És amic de Yashiro des de l'institut. De professió és metge i dirigeix la seva clínica com un negoci legítim durant el dia, però atén els subordinats ferits de Yashiro a la nit. Té un fetitxe sexual per les cicatrius i les crostes.
Eishin Kuga (久我 瑛心, Kuga Eishin)
Veu: Yūki Ono (audio drama, film)  (japonès)
És un ex-delinqüent de 22 anys que va créixer en una institució de menors. El seu pit està cobert de cicatrius de cremades patides durant els abusos de la seva infància.
Takahito Misumi (三角 隆仁, Misumi Takahito)
Veu: Tōru Ōkawa (audio drama, film)  (japonès)
És el cap de Yashiro, el seu mentor i ex-amant.
Atsushi Ryuuzaki (竜崎 篤士, Ryūzaki Atsushi)
Veu: Kenta Miyake (audio drama, film)  (japonès)
És el cap de la yakuza de Matsubara.
Kazuaki Hirata (平田 和明, Hirata Kazuaki)
Veu: Akimitsu Takase (audio drama, film)  (japonès)
És el cap de la yakuza de Shinseikai.
Yuusuke Nanahara (七原 祐輔, Nanahara Yūsuke)
Veu: Kazuyuki Okitsu (audio drama, film)  (japonès)
És un subordinat de Yashiro.
Hayato Sugimoto (杉本 隼人, Sugimoto Hayato)
Veu: ja (Takahiro Miyake) (audio drama, film)  (japonès)
És un subordinat de Yashiro..
Shizuma Amou (天羽 静真, Amō Shizuma)
Veu: Takuya Satō (audio drama, film)  (japonès)
És el secretari personal de Misumi.
Tsunakawa (綱川)
Veu: Yōji Ueda (audio drama)  (japonès)

## Contingut de l'obra

### Manga
Saezuru Tori wa Habatakanai  es va començar a publicar a la revista de manga Boys' Love (BL) ihr HertZ, abans coneguda com HertZ, a partir de l'1 d'agost de 2011. Al Japó, la sèrie s'ha recopilat en set volums tankōbon publicats per Taiyoh Tosho a partir de l'1 de març de 2021. El primer volum inclou dues històries preqüeles one-shot de Yoneda: Don't Stay Gold, publicat originalment a la revista de manga BL Drap el 31 de març de 2008, que descriu la relació entre Kuga i Kageyama; i Though They Drift, They Do Not Sink, But Nor Do They Sing (漂えど沈まず、されど泣きもせず, Tadayoedo Shizumazu, Saredo Naki mo Sezu), publicat originalment a Hertronic el juny de 2009, que descriu l'adolescència de Yashiro i la seva amistat amb Kageyama a l'institut. Una edició limitada del quart volum de la sèrie es va empaquetar amb un llibret de manga extra, Distant Flame (遠火, Tōbi), que revelava la primera trobada de Doumeki amb Yashiro abans de convertir-se en el seu subaltern.
Saezuru Tori wa Habatakanai ha estat traduït a l'anglès amb el títol Twittering Birds Never Fly. També ha estat traduït al xinès per Sharp Point Press, al francès per Taifu Comics,  a l'alemany per Manga Cult, a l'italià per Flashbook Edizioni, al coreà per Ruvill, al polonès per Wydawnictwo Kotori, i al castellà per Ediciones Tomodomo.

### Drama d'àudio
Frontier Works ha produït una adaptació d'àudio de Twittering Birds Never Fly des del 2013, amb Tarusuke Shingaki com a veu de Yashiro i Wataru Hatano com a veu de Doumeki.

### Pel·lícula d'anime
Una adaptació cinematogràfica d'anime, Twittering Birds Never Fly – The Clouds Gather, es va anunciar el 26 d'abril de 2019 i es va estrenar el 15 de febrer de 2020. La pel·lícula està animada per Grizzly i produïda per Blue Lynx. El personal de producció principal de la pel·lícula inclou Kaori Makita com a directora i Hiroshi Seko com a guionista; la partitura de la pel·lícula està composta per la banda de trio de piano H ZETTRIO. Una seqüela, Twittering Birds Never Fly – The Storm Breaks, es va anunciar el 15 de febrer de 2020. També s'ha anunciat una tercera pel·lícula de Twittering Birds Never Fly, encara sense títol.
Les tres pel·lícules van tenir llicència en anglès per Sentai Filmworks per a reserves de teatre, projeccions virtuals i estrenes de vídeos casolans a Amèrica del Nord. La primera pel·lícula, The Clouds Gather, es va estrenar en Blu-ray el 2 de febrer de 2021.

### DVD d'anime original
El 15 de febrer de 2020 es va anunciar un DVD d'anime original (OAD) que adaptava Don't Stay Gold. Va ser empaquetat amb una edició especial del setè volum de la sèrie de manga l'1 de març de 2021. L'OAD va rebre la llicència en anglès de Sentai Filmworks i va començar a reproduir-se a HIDIVE el 10 de setembre de 2021.

## Recepció
El febrer de 2020 més d'1,5 milions de còpies de Saezuru Tori wa Habatakanai havien estat impreses només al Japó.
El 2014, Saezuru Tori wa Habatakanai es va classificar com un dels millors títols recomanats de manga BL en una enquesta nacional als empleats de les llibreries japoneses. El manga va ser finalista per al Sugoi Japan Award 2016.